# 岡田愛
岡田 愛（おかだ めぐみ、2002年4月4日 - ）は、日本の女優、タレント、モデル。女性アイドルグループ「さくら学院」の元メンバー。2023年3月までの所属はアミューズ。血液型はO型。愛知県出身。

## 略歴
2012年8月に開催された「ちゃおサマーフェスティバル2012」内の、「ちゃおガール2012☆オーディション」でグランプリとニコ☆プチ賞を受賞し、同オーディションで準グランプリの倉島颯良、小林ももと共にアミューズに所属した。
2014年5月5日にめぐろパーシモンホールで開催された「さくら学院 2014年度 〜転入式〜」で、倉島颯良と共にさくら学院に転入（加入）し、さくら学院のメンバーとしての活動を開始。ちゃおガールオーディションのグランプリ受賞者がさくら学院に転入したのは岡田が初めてである。クラブ活動（派生ユニット）では科学部（科学究明機構ロヂカ?）として活動し、2017年度の生徒総会にてトーク委員長に任命された。2018年3月24日に開催された「The Road to Graduation 2017 Final 〜さくら学院 2017年度 卒業〜」をもってさくら学院を卒業した。
2017年10月から2019年3月まで『おはスタ』（テレビ東京）の日替わりアシスタント「おはガール」を務めた（月曜日担当）。
2023年3月10日、同月末でアミューズから退所することを自身のツイッターアカウントで発表した。

## 人物
普段人前に出ない時はメガネを着用している。
中学生時点での特技は4歳から習い始めたクラシックバレエで、好きな食べ物はほうれん草のおひたしとホッケの開き。中学生時点での趣味は日本史とお城で、お城の石垣に興味があり、特に野面積みが好き。2015年の中学1年生時に日本城郭検定4級に合格し、2022年の大学1年生時に3級に合格した。
さくら学院在籍時には「ぶりっ子」キャラで通っており、キャッチフレーズは、「M・S・R　めぐ、しってる！しってる！でおなじみの中等部○年岡田愛です」であった。さくら学院の活動のため小学校の卒業アルバムは別撮りとなった。
将来になりたいものについては、小学生の時には「女優」であり、目標とする人を武井咲と答えていたが、中学3年生の時にはキャスターなど言葉を使って人に伝える仕事をしたいと語っている。
2021年4月に、自身のツイッターアカウントにて大学に進学したことを報告し、同年5月には文学部で歴史を専攻していることを報告した。
2025年3月31日、自身のXアカウントで上智大学文学部史学科を卒業したことを報告した。

## 出演

### CM・イメージモデル
- 富士フイルム『チェキ+青春 感謝編』（2018年）
- 静岡学園中学校・高等学校 イメージモデル（静岡学園中学校・高等学校 公式サイト 2021年7月）
- JR東日本クロスステーション『From AQUA』イメージモデル（2022年）

### テレビ番組
バラエティ・情報
- ピラメキーノ640（2014年1月7日、テレビ東京）
- おはスタ（2017年10月9日 - 2019年3月18日、2020年9月29日[注釈 1]、2022年9月5、6、7日[注釈 2]、テレビ東京）- おはガール月曜レギュラー
- ワイドナショー（2018年7月29日、フジテレビ） - ワイドナ高校生
- 沼にハマってきいてみた「時空を超えたロマン！“城”を攻める！」（2019年5月14日、NHK Eテレ[29]）
- 秘密のトレジャー映像ギャラリー ～隠れた所にこんな画が！～ #3 熊本城（2019年9月22日、BS-TBS）
- クイズ!オンリー1 (2019年10月15日、TBSテレビ）
- 痛快TV スカッとジャパン（2021年8月16日、フジテレビ）- 山下紗良 役
- 理美容甲子園2022 ～未来への架け橋～（2022年12月25日、BSテレビ東京）- リポーターとして

ドラマ
- TOKYO MER～走る緊急救命室～ 第10話 (2021年9月5日、TBS) - 関東医科大学の学生 役
- 金田一少年の事件簿 fifth season 第8話 File.6 首狩り武者殺人事件（2022年6月19日、日本テレビ）- 巽綾子（先妻）の高校生時代 役
- しょうもない僕らの恋愛論 第3話・4話（2023年2月2日・9日、日本テレビ）

### Web配信番組
- 世界イチ贅沢な日常会話 ~30分見るだけ新書~ #23 あなたも行きたくなるお城のハナシ（2019年3月24日、dTVチャンネル）
- Sara Yuzu TAKE 17・18（2021年9月9日、9月23日、OPENREC.tv） - ゲスト
- U25 Creativeプロジェクト Love story篇「Hold Your Hand」（2022年、YouTubeスリーボンドオフィシャルチャンネル）
- 鉄道百景旅 ー箱根登山電車編ー（2022年、Amazon Prime Video）

### 映画
- はじめてのオーディション（2022年）

### 雑誌
- 『ニコ☆プチ』（新潮社） - 読者モデル
- 『ちゃお』（小学館） - モデル

### イベント
- JACK-O-LAND（2017年10月21・22日、横浜アリーナ）- モデルとして
- 次世代ワールドホビーフェア '18 winter（2018年1月27日、幕張メッセ国際展示場9 - 11ホール）- おはガールとして
- 次世代ワールドホビーフェア '18 summer（2018年6月23日、幕張メッセ国際展示場9 - 11ホール）- おはガールとして
- 第14回全国理容美容学生技術大会（2022年11月1日、丸善インテックアリーナ大阪）- 情熱レポーター（生配信番組の現場レポーター）として